# Wahlen 1975
◄◄ | ◄ | 1971 | 1972 | 1973 | 1974 | Wahlen 1975 | 1976 | 1977 | 1978 | 1979 | ► | ►►

Weitere Ereignisse
Die Liste der Wahlen 1975 umfasst Parlamentswahlen, Präsidentschaftswahlen, Referenden und sonstige Abstimmungen auf nationaler und subnationaler Ebene, die im Jahr 1975 weltweit abgehalten wurden.

## Termine
| Land                   | Datum         | Link zur Wahl 1975                                          | Link zur vorigen Wahl | Bemerkungen                                       |
| ---------------------- | ------------- | ----------------------------------------------------------- | --------------------- | ------------------------------------------------- |
| Dänemark               | 9. Januar     | Parlamentswahl in Dänemark                                  |                       |                                                   |
| Thailand               | 26. Januar    | Parlamentswahl in Thailand                                  |                       | [ 1 ]                                             |
| Kuwait                 | 27. Januar    | Parlamentswahl in Kuwait                                    |                       | [ 2 ]                                             |
| BR Deutschland         | 2. März       | Wahl zum Abgeordnetenhaus von Berlin                        | 1971                  |                                                   |
| Österreich             | 2. März       | Landtagswahl in Kärnten                                     | 1970                  |                                                   |
| BR Deutschland         | 9. März       | Landtagswahl in Rheinland-Pfalz                             | 1971                  |                                                   |
| Nordvietnam            | 6. April      | Parlamentswahl in Nordvietnam                               |                       | [ 3 ]                                             |
| Dänemark               | 10. April     | Parlamentswahl in Grönland                                  | 1971                  |                                                   |
| BR Deutschland         | 13. April     | Landtagswahl in Schleswig-Holstein                          | 1971                  |                                                   |
| Portugal               | 25. April     | Wahl zur Verfassunggebenden Nationalversammlung in Portugal |                       |                                                   |
| BR Deutschland         | 4. Mai        | Landtagswahl in Nordrhein-Westfalen                         | 1970                  |                                                   |
| BR Deutschland         | 4. Mai        | Landtagswahl im Saarland                                    | 1970                  |                                                   |
| Vereinigtes Königreich | 5. Juni       | EWG-Mitgliedschaftsreferendum im Vereinigten Königreich     |                       |                                                   |
| Österreich             | 8. Juni       | Landtagswahl in Tirol                                       | 1970                  |                                                   |
| Italien                | 15.–16. Juni  | Regionalwahlen in Italien (15 Regionen)                     | 1970                  |                                                   |
| Ungarn                 | 15. Juni      | Parlamentswahl in Ungarn                                    |                       | [ 4 ]                                             |
| Iran                   | 20. Juni      | Parlamentswahl im Iran                                      |                       | [ 5 ]                                             |
| Australien             | 12. Juli      | Parlamentswahl in Südaustralien                             |                       |                                                   |
| Finnland               | 21.–22. Sep.  | Parlamentswahl in Finnland                                  |                       |                                                   |
| BR Deutschland         | 28. September | Bürgerschaftswahl in Bremen                                 | 1971                  |                                                   |
| Österreich             | 5. Oktober    | Wahl zum 14. Nationalrat                                    | 1971                  |                                                   |
| Libanon                | 7. Oktober    | Parlamentswahl in Liberia                                   |                       | [ 6 ]                                             |
| Türkei                 | 12. Oktober   | Wahl zum Senat der Türkei                                   | 1973                  |                                                   |
| Schweiz                | 26. Oktober   | Schweizer Parlamentswahlen                                  | 1971                  |                                                   |
| Tansania               | 26. Oktober   | Parlamentswahlen in Tansania                                |                       | [ 7 ]                                             |
| Zaire                  | 2. November   | Parlamentswahlen in Zaire                                   |                       | [ 8 ]                                             |
| Elfenbeinküste         | 16. November  | Parlamentswahl in der Elfenbeinküste                        |                       | [ 9 ]                                             |
| Neuseeland             | 29. November  | Parlamentswahl in Neuseeland                                |                       | [ 10 ]                                            |
| Schweiz                | 10. Dezember  | Bundesratswahl                                              | 1973                  |                                                   |
| Australien             | 13. Dezember  | Parlamentswahl in Australien                                |                       | vorgezogene Neuwahl nach Auflösung des Parlaments |
| Taiwan                 | 20. Dezember  | Ergänzungswahlen in der Republik China                      | 1972                  |                                                   |